# Baicaloclepsis
Baicaloclepsis — рід п'явок підродини Toricinae родини Пласкі п'явки ряду Хоботні п'явки (Rhynchobdellida). Має 2 види.

## Опис
Загальна довжина представників цього роду коливається від 15 до 40 мм. Мають 2 пари редукованих очей. Тіло масивне, здатно роширюватися, вкрите численними пухирцями. Борозни між кільцями чіткі, великі. завдяки чому здається, що тіло наче складається з однакових дисків. Черево сплощене, на ньому майже відсутні горбики. Соміти складаються з 3 нерівномірних кілець: перше коротке, друге — довге, третє — коротке. Шлунок складається з 6 пар відгалужень.
Забарвлення сірувате або жовтувате з різними відтінками.

## Спосіб життя
Тримаються на великій глибині від 10 до 300 м. Є ектопаразитами, що живляться кров'ю костистих риб. Ці п'явки доволі повільні.
Стосовно парування та розмноження відомостей обмаль.

## Розповсюдження
Є ендеміками озера Байкал.

## Види
- Baicaloclepsis echinulata
- Baicaloclepsis grubei